# Лехечень
Лехечень, Лехечені (рум. Leheceni) — село у повіті Біхор в Румунії. Входить до складу комуни Керпінет.
Село розташоване на відстані 357 км на північний захід від Бухареста, 83 км на південний схід від Ораді, 90 км на південний захід від Клуж-Напоки, 125 км на північний схід від Тімішоари.

## Населення
За даними перепису населення 2002 року у селі проживали 422 особи.
Національний склад населення села:
| Національність | Кількість осіб | Відсоток |
| -------------- | -------------- | -------- |
| румуни         | 413            | 97,9%    |
| цигани         | 9              | 2,1%     |

Рідною мовою назвали:
| Мова      | Кількість осіб | Відсоток |
| --------- | -------------- | -------- |
| румунська | 413            | 97,9%    |
| циганська | 9              | 2,1%     |